# Diana Bovio
Diana Bovio (Monterrey, Nuevo León; 28 de febrero de 1989) es una actriz mexicana conocida por los personajes que ha realizado en el cine mexicano contemporáneo.

## Vida profesional
Bovio comenzó su carrera en México con las producciones teatrales Los Bonobos, Verdad o reto y Forever Young, Never Alone. Su primer papel protagónico de cine, fue en 2016 en la película mexicana de terror 1974: La posesión de Altair. La película independiente tuvo gran aceptación por parte de los críticos especializados y ganó varios premios por su paso en festivales internacionales, y Diana obtuvo las nominaciones a Mejor Actriz por un Premio Canacine, y a Mejor Actriz en una película iberoamericana en Fantaspoa International Festival de Cine.

## Vida personal
Es la hermana menor de la cantante de heavy metal Marcela Bovio. En el año 2006, se presentó en varios shows en vivo para la banda de su hermana en ese entonces, Stream of Passion, donde fue corista.

## Filmografía

### Cine
| Año  | Título                               | Personaje | Notas        |
| ---- | ------------------------------------ | --------- | ------------ |
| 2009 | Princesa en la torre                 | Rebeca    | Cortometraje |
| 2011 | Pobres divas                         | Alumna    | Largometraje |
| 2015 | Huevos, jefe                         | Fernalgas | Cortometraje |
| 2016 | 1974: La posesión de Altair          | Altair    | Largometraje |
| 2017 | Cuando los hijos regresan            | Rosita    | Largometraje |
| 2018 | Hasta que la boda nos separe         | María     | Largometraje |
| 2018 | La última y nos vamos                | María     | Largometraje |
| 2019 | Mirreyes vs Godínez                  | Nancy     | Largometraje |
| 2019 | Solteras                             | Julia     | Largometraje |
| 2020 | Cindy la Regia                       | Estrella  | Largometraje |
| 2022 | Mirreyes contra Godínez 2: El retiro | Nancy     | Largometraje |

### Televisión
| Año       | Título                             | Personaje                                         | Nota                                       |
| --------- | ---------------------------------- | ------------------------------------------------- | ------------------------------------------ |
| 2010      | Morir en martes                    | Vanesa                                            | Serie de televisión; 7 episodios           |
| 2011      | Bienes raíces                      | Eli                                               | Serie de televisión; Episodio: Apariencias |
| 2013      | Saturday Night Live México         | Ella misma                                        | Programa de variedades; Episodio piloto    |
| 2019-2020 | Los pecados de Bárbara             | Bárbara Godínez Robledo / Bárbara Gonzaga Robledo | Serie de televisión; Protagonista          |
| 2020      | Historia de un crimen: La búsqueda | Amanda de la Rosa                                 | Series de televisión web; Principal        |
| 2020-2023 | De brutas, nada                    | Graciela Oviedo                                   | Series de televisión web; Principal        |
| 2022      | Natural Born Narco                 | Tata Guerra                                       | Serie web de televisión; recurrente        |
| 2023      | Pinches momias                     | Beatriz Flores-Myer                               | Series de televisión web comedia           |
| 2023-2024 | El niñero                          | Brenda                                            | Series de televisión web recurrente        |
| 2024      | Y llegaron de noche                | Carmen Guerrero                                   | Serie de television web recurrente         |
| 2024      | Somos oro                          | Vanessa                                           | Serie de television web recurrente         |
| 2025      | Mentiras                           | Dulce                                             | Serie de televisión web recurrente         |

## Discografía

### ConStream of Passion
Álbumes en vivo
- Live in the Real World (2006) - Coros, segunda voz